# Alstonia yunnanensis
Alstonia yunnanensis är en oleanderväxtart som beskrevs av Friedrich Ludwig Diels. Alstonia yunnanensis ingår i släktet Alstonia och familjen oleanderväxter. Inga underarter finns listade i Catalogue of Life.